# Corizonas
Corizonas es una banda española de indie rock formada en 2010 tras la unión de Los Coronas y Arizona Baby y son habituales en los principales festivales de verano como Bilbao BBK Live, Sonorama, Ebrovision, Mad Cool, SanSan Festival.

## Historia
En el año 2010, Los Coronas y Arizona Baby deciden dar una gira juntos, titulada “Dos Bandas y un Destino”. Como resultado de la unión, ambos grupos publican el EP “Dos Bandas y un Destino” y, a continuación, “Dos Bandas y un Destino. El Concierto”, distribuido como CD+DVD que recoge la actuación que hicieron el 18 de noviembre de 2010 en Madrid. En el EP, incluyen versiones de diferentes canciones rock, como Wish you were here de Pink Floyd o Too drunk to fuck de Dead Kennedys.
La unión culmina en 2011 con la fusión completa de las dos bandas bajo el nombre de Corizonas. Por consiguiente, el 25 de octubre de ese mismo año sacan su primer disco, ya como Corizonas, llamado “The News Today”. En 2012 extraen el sencillo “I Wanna Believe”, que incluye la canción homónima que aparece en “The News Today”, además de Piangi Con Me y I’m Alive. Estos trabajos les valieron reconocimientos como el premio al Mejor Directo de 2011 que otorga Radio 3 o la nominación a Mejor Artista Español en los European Music Awards de la MTV.
La gira les lleva a estar cuanto años en todas las salas del país con las entradas agotadas,los más importantes festivales como BBK live o Portamérica y viajan a México donde se presentan en el Festival Vive Latino.
El 13 de mayo de 2016 publican su segundo álbum, llamado “Nueva Dimensión Vital”. Este disco supone ser el primero que contiene canciones en castellano. Con este trabajo tocan entre muchos festivales en el Mad Cool y en el Sonorama, durante su gira.
El 17 de noviembre de 2017, Corizonas lanza “Más Allá”, su segundo EP. Este álbum, se compone de siete canciones, de las cuales tres son en inglés incluyendo algunos instrumentales, acercándose a la sicodelia y la cosmología.
En 2019 abandonan Corizonas el guitarrista Fernando Pardo y el trompetista  Yevhen Riechkalov quedando la formación reducida a quinteto.
En marzo de 2020 publican el sencillo Confortably Numb ya como quinteto revisitando esta mítica canción de Pink Floyd cuya letra ahonda en la anestesia social de la civilización moderna.
El 19 de febrero de 2021 se estrena "Nubes Negras", un arrebatador primer sencillo de adelanto de un disco destinado a hacer historia: CORIZONAS III. Con un riff demoledor de guitarras ácidas que cabalgan la tormenta sónica que sólo una banda como Corizonas es capaz de conjurar, estamos ante un himno de rock que nos conmina a ser conscientes de los problemas que nos rodean y nos impulsa a superarlos. 
NUBES NEGRAS:
https://links.altafonte.com/x5y3wwv

## Componentes
- Javier Vielba: voz y guitarra
- Rubén Marrón: guitarra
- David Krahe: guitarra
- Javier Vacas: bajo
- Roberto Lozano: batería

## Discografía
- The News Today (Subterfuge Records, 2011)
- I Wanna Believe (EP) (Subterfuge Records, 2012)
- Nueva Dimensión Vital (Subterfuge Records, 2016)
- Más Allá (EP) (Subterfuge Records, 2017)[8]
- Corizonas III (Subterfuge Records, 2021)